# Tischeria longiciliatella
Tischeria longiciliatella is een vlinder uit de familie van de vlekmineermotten (Tischeriidae). De wetenschappelijke naam van de soort is voor het eerst geldig gepubliceerd in 1896 door Rebel.